# Aciphylleae
Aciphylleae, tribus štitarki iz Australije, Tasmanije i Novog Zelanda, dio potporodice Apioideae. Sastoji se od nekoliko rodova od kojih je najvžniji Acifila s četrdesetak vrsta trajnica i grmova iz Australije. 
Tribus je opisan 2000.

## Rodovi
1. Aciphylla J. R. Forst. & G. Forst. (44 spp.)
2. Lignocarpa J. W. Dawson (2 spp.)
3. Scandia J. W. Dawson (2 spp.)
4. Gingidia J. W. Dawson (12 spp.)
5. Anisotome Hook. fil. (17 spp.)